# Желимир Стинчић
Желимир "Жељко" Стинчић (Загреб 13. јул 1950) је фудбалски голман репрезентације Југославија.
Жељко је син некадашњег голмана загребачког Динама и репрезентације Југославије Бранка Стинчића.
За Динамо је одиграо укупно 478 утакмица (190 првенствених), а на голу „модрих“ је крајем 1975. нанизао 749 минута без примљеног гола. У једној је сезони одбранио седам од осам једанестераца, новинари су га двапут у каријери оценили чистом десетком, од чега једном у дербију против Црвене звезде.
Каријеру завршио у аустријском Салцбург (1981 — 1985).
За репрезентацију Југославије бранио је само једној утакмици, 4. октобра 1978. против Шпаније (1:2) у Загребу, у квалификацијама за Европско првенство 1980.
Дуго је био тренер голмана у Динаму, до 2005. када је отворио школу голмана заједно са Златком Шкорићем, по многима најбољим голманом у историји Динама из Загреба.